# Hargitai Nándor
Hargitai Nándor, Sziffert, Szirmai (Mátraszele, 1919. október 20. – Esztergom, 2006. szeptember 11.) a Dorogi Bányász egykori legendás labdarúgója, a Dorogi FC Örökös Tagja.

## Pályafutása
Sziffert néven Dorogon kezdte labdarúgó pályafutását, ahol már egészen fiatalon is rendkívül tehetségnek tartották és ígéretes jövőt jósoltak neki. Edzői, Solymár Károly és Nagy Sándor már 17 évesen helyet adtak számára a felnőtt csapatban. Kirobbanó formában játszotta végig az első bajnoki évét, de még meg sem melegedhetett igazán a dorogi csapatban, amikor a Ferencváros bejelentkezett érte és leigazolta. A Fradiban nevet változtatva Szirmai néven szerepelt. Többen is felfigyeltek tehetségére és újabb egy év elteltével a fővárosi, szintén NB I-es Phőbus csapatához került, majd innen a frissen az első osztályba jutott Újvidéki AC szerezte meg. A korabeli vélemények alapján oroszlánrészt tulajdonítottak számára, hogy az újvidéki csapat meg tudott ragadni az élvonalban.
A második világháború alaposan megváltoztatta a sorsát, lévén a háború után az Újvidéket elcsatolták Magyarországtól. Néhány évre a Viscosa csapatához igazolt, ahol edzője egykori dorogi csapattársa, Bárdos Sándor volt. A két dorogival az élen a Viscosa egészen az NB. II-ig jutott, amely a klub történetének példátlan sikere volt. 1949-ben a Dorog feljutott az NB. I-be, ő pedig hazatért, vissza az anyaegyesületéhez - immár Hargitai néven -, amelyet aktuálisan éppen Dorogi Tárnára kereszteltek. A dorogi csapat legkiemelkedőbb játékosainak egyike volt. Háromszoros Vidék Legjobbja címet szerzett, szerepelt az 1952-es Magyar Kupa döntőjében is. Összesen 131 NB. I-es mérkőzésen erősítette a dorogi csapatot, többször volt bányászválogatott is. A korosodó játékos 1955-ben vonult vissza az aktív játéktól, amely után a Dorogi Szénbányák dolgozója volt nyugdíjba vonulásáig.

## Sikerei, díjai
- Magyar bajnokság[2]
  - bajnok: 1937–38
  - a vidék legjobbja: 1954
- Magyar kupa (MNK)
  - döntős: 1952
- Kiváló Dolgozó (1966)
- A Dorogi FC Örökös Tagja cím (2001)

## Magánélete
Házas volt. Felesége Tárnai Katalin tanárnő.
Legidősebb fia, Zoltán orvosi diplomát szerzett. Ajkán traumatológusként dolgozott, majd Leányvárra költözött családjával, ahol háziorvosként praktizált. Leánya, Éva orvosi diplomát szerzett gyógyszerészet-szakon és az esztergomi Vaszary Kolos Kórház gyógyszertárának volt főgyógyszerésze, majd vezetője. Veje, Dr. Hamvas József belgyógyász főorvos, aki Dorog 3. számú körzetének háziorvosa.
Legkisebb gyermeke, Zsolt fogorvos lett.
Hargitai Nándornak 7 unokája született, 16 dédunokája van.